# Die Troerinnen
Die Troerinnen ist der Titel einer Tragödie des Euripides, die vermutlich im März 415 v. Chr. anlässlich der Großen Dionysien aufgeführt wurde. Sie gehörte zur Trilogie Alexandros – Palamedes – Troerinnen, die durch das Satyrspiel Sisyphos ergänzt wurde.

## Dramatis personae
- Poseidon
- Athene
- Hekabe
- Chor kriegsgefangener Troerinnen
- Talthybios
- Kassandra
- Andromache
- Menelaos
- Helena

## Das Stück
Die Handlung spielt kurz vor dem Aufbruch der Achaier nach der Eroberung Trojas. Als handelnde Personen stehen im Zentrum Hekabe, die Gattin des Trojanerfürsten Priamos, ihre Töchter Kassandra und Andromache sowie Helena, um deren Rückkehr der Trojanische Krieg geführt wurde.

### Prologos (V. 1-152)
Der Prolog beginnt mit einer Rede Poseidons, der bei der schlafenden Hekabe erscheint. Er besingt das Schicksal der von Apollon und ihm gebauten Stadt. Er erwähnt den Tod des Priamos auf den Stufen des Zeusaltars, die Plünderungen und die Auslosung der gefangenen trojanischen Frauen. Hera und Athene werden als Feinde Trojas benannt, ihre Unterstützung der Achaier geschildert. Athene tritt hinzu und offenbart ihm den Plan, das Heer der Griechen auf der Heimfahrt zu zerstreuen. Als Grund führt sie die Schändung der Kassandra durch Aias im Heiligtum der Athene an. Dieser hatte Kassandra nach dem Fall Trojas vom Bildnis der Athene fortgezerrt, dabei das Standbild umgestürzt und Kassandra noch im Heiligtum vergewaltigt. Als Strafe für diese Tat planen die Götter, dass Zeus die Achaier mit Hagel, Regen und Sturm strafen, Athene das Schiff des Aias mit Zeus’ Donnerkeil vernichten wird, während Poseidon die Wogen der Ägäis hochschlagen lassen soll. Poseidon verheißt, dass viele Ufer mit Leichen von Opfern bedeckt sein werden. Hekabe erwacht und beginnt nun erneut das Schicksal Trojas zu schildern, aber persönlicher, als Poseidon dies tat. Sie beklagt ihr eigenes Schicksal und deutet ihren Hass auf Helena an.

### Parodos (V. 153-234)
Es zieht ein erster Halbchor der trojanischen Frauen ein. Im Wechselspiel mit dem Chor beklagt Hekabe ihr Leid. Hekabe spricht auch ihre – aus ihrer Sicht rasende – Tochter Kassandra an. Es zieht der zweite Halbchor ein. Nun geht es um das Schicksal der Frauen. Sie fragen sich, ob sie getötet werden oder wer ihr Herr wird. Die beiden Halbchöre vereinigen sich. Die Frauen hoffen, man möge sie wenigstens nach Athen verschleppen und nicht nach Sparta. Als zweitbestes Ziel nennt der Chor Thessalien, das reiche Land am Fuß des Olymp.

### 1. Epeisodion (V. 235-510)
Talthybios, ein Bote der Griechen, tritt auf mit Begleitsoldaten. Er erklärt, die Frauen seien schon verlost. Kassandra wurde Agamemnon, dem Heerführer der Griechen, zugelost, als Nebenfrau, nicht als Sklavin. Polyxena wurde dem Grab des Achilleus zugelost. Als Hekabe sich um deren Schicksal sorgt, versichert Talthybios, Polyxena werde keine Leiden haben. Andromache, Hektors Witwe, kommt in die Hand des Sohnes des Achill. Hekabe wurde von Odysseus erlost. In einem Zelt sieht man Flammen. Hekabe fürchtet, Kassandra wolle sich verbrennen. Die jedoch springt tanzend mit einer Fackel aus dem Zelt; sie scheint sich über ihr Los zu freuen. Als Hekabe Einhalt gebietet, erklärt Kassandra: Sie feiere, dass sie das Haus der Atriden zerstören werde. Denn sie sieht die Ermordung Agamemnons durch Klytaimnestra und ihren eigenen Tod voraus, ebenso den Mord Orests an seiner Mutter als Rache für den Tod des Vaters. Sie unterstreicht dann die Bedeutung Helenas und die Sinnlosigkeit des Feldzuges gegen Troja: die Griechen seien wegen Helena nach Troja gezogen, um die Stadt zu zerstören, für einen verhassten Menschen mussten viele Opfer leiden. Sie zeigt auch den Unterschied zwischen griechischen und phrygischen Toten auf. Die Griechen seien auf fremden Boden für eine verwerfliche Sache gefallen und begraben, während die Trojaner in der Heimat für ihre Vaterstadt fielen und auch in heimatlicher Erde begraben seien. Talthybios bedauert Agamemnon, da dieser die rasende Seherin erhält, aber er muss die Befehle ausführen und sie mitführen. Kassandra konfrontiert den Boten mit einem Spruch des Apoll, dass ihre Mutter in Troja sterben werde, wenngleich auf eine schändliche Art. Sie weissagt dem Odysseus die Irrfahrt und erwähnt einige Abenteuer, die er erleben wird. Sie schildert Einzelheiten ihres Todes. Dann wird sie abgeführt, Hekabe fällt in Ohnmacht. Nachdem sie wieder erwacht ist, ruft sie die Götter an. Zuerst singt sie von ihrem Glück als Königin, Ehefrau und Mutter, dann folgt das Leid, der tiefe Sturz. Sie beklagt ihr Schicksal, dem Odysseus dienen zu müssen. Ein Beispiel für den berühmten Umschlag des Glücks, der in der antiken Literatur häufig auftaucht. Hekabe fällt zu Boden und schläft.

### 1. Stasimon (V. 511-576)
Der Chor schildert den Untergang Trojas. Er beginnt mit dem Einzug des Pferdes in die Stadt durch die Bürger selbst. In Troja ist ein normales Leben, man opfert, man geht durch die Straßen. Dann kommt Mordgeschrei, die Menschen werden getötet. In der Stadt erhebt sich ein Geschrei.
An dieser Stelle fährt ein Karren mit Andromache und ihrem Sohn Astyanax vor. Der Chor weckt Hekabe aus ihrem Schlaf.

### 2. Epeisodion (V. 577-798)
Hekabe erhört das Klagen ihrer Schwiegertochter. Hekabe und Andromache flehen ihre getöteten Männer um Beistand an; sie klagen sich gegenseitig ihr Leid. Dabei berichtet Andromache, dass Polyxena über dem Grab des Achill getötet wurde. Nun erkennt Hekabe, wie die Aussage Talthybios' aus dem 1. Epeisodion gemeint war: sie werde keine Mühen mehr haben. Als Hekabe ihre tote Tochter beklagt, wendet Andromache ein, dass der Tod besser sei als die Schmach der Sklaverei. Dann beklagt Andromache ihren Zwiespalt. Neoptolemos – Achills Sohn – begehrt sie als Frau. Gibt sie sich ihm hin, verrät sie ihren toten Gatten, verweigert sie sich, wird er sie misshandeln. Hekabe fordert sie auf, ihrem neuen Mann zu genügen. Talthybios erscheint erneut bei den Frauen. Er deutet Übles bezüglich Astyanax an; Andromache fürchtet, ihr Sohn werde einen anderen griechischen Herren bekommen. Talthybios jedoch sagt ihr, er werde keinen griechischen Herren haben; als sie fragt, ob er in Troja bleiben kann, eröffnet ihr Talthybios schweren Herzens, dass ihr Sohn getötet wird. Er fordert sie auf, sich damit abzufinden, damit ihr Sohn ehrenhaft bestattet wird. Dies bliebe ihm verwehrt, wenn sie die Herausgabe des Sohnes verweigere oder die Griechen verfluche. Sie umarmt ihn ein letztes Mal, dann nimmt Talthybios ihn an sich. Andromache fährt auf dem Karren weiter. Hekabe sieht darin die totale Vernichtung Trojas und sinkt zu Boden.

### 2. Stasimon (V. 799-859)
Der Chor besingt Telamon, den König von Salamis. Er griff (beim Zug der Argonauten) mit Herakles Troja an und plünderte es. Wieder klagt der Chor über die Zerstörung der Stadt, hier über die erste Zerstörung.

### 3. Epeisodion (V. 860-1059)
Menelaos tritt auf. Er erklärt, er sei nicht wegen seiner Gattin Helena gekommen, sondern wegen Paris, um die Schmach zu sühnen. Er will Helena aber nach Sparta heimführen und dort töten lassen, damit sie für die vielen Toten der Griechen sühnt, die in Ilions Boden liegen. Hekabe hört dies und lobt Menelaos für seine Tötungsabsicht. Er solle aber ihr Angesicht meiden, damit er ihr nicht wieder verfällt. Die Soldaten führen die geschmückte Helena aus dem Zelt heraus. Sie will erfahren, was über sie beschlossen wurde. Menelaos sagt ihr, das ganze Heer fordere ihren Tod, was Helena ungerecht nennt. Hekabe bittet, beiden Seiten Gehör zu verschaffen, was Menelaos auch gewährt. Helena gibt zuerst Hekabe die Schuld am Unheil, da sie Paris gebar; dann Priamos, da er Troja und Helena vernichtete, indem er den Säugling trotz Prophezeiung nicht tötete. Dann sei Paris in den Göttinnenstreit verwickelt worden; Athene habe ihm die Macht über Griechenland, Hera die Herrschaft über Europa und Asien versprochen, Aphrodite aber die schönste Frau auf dem Erdenrund. Daraus folge, Aphrodites Sieg habe bewirkt, dass die Achaier nun nicht unter der Macht der kleinasiatischen Barbaren seien. Außerdem sei Helena ja nicht freiwillig gegangen, sondern durch das Eingreifen der Göttin, die Paris in den Palast des Menelaos begleitet habe. Weiter argumentiert sie, er denke wohl, sie habe nach dem Tod des Paris Ilion verlassen und zum Griechenlager flüchten können. Dies sei ihr jedoch nicht möglich gewesen, da die Mauer zu gut bewacht war. Nun fordert der Chor Hekabe auf, angemessen zu antworten. Diese führt an, der Göttinnenstreit sei nur Scherz und Eitelkeit gewesen, daher könne es nicht sein, dass Athene und Hera dem Paris die Macht über Griechenland verheißen hätten. Völlig lachhaft sei, dass Aphrodite den Palast aufsuchte, denn sie sei als Göttin mächtig genug Helena von Sparta nach Troja zu versetzen. Sie meint, Helena hätte in Sparta in Sparsamkeit leben müssen, während sie in Troja den Reichtum auskostete. Hätte Paris Helena mit Gewalt entführt, hätten andere Leute im Palast dies mitbekommen müssen. Hekabe verweist auch darauf, dass man Helena nirgendwo auf der Flucht ertappt habe. Dann rügt sie, dass Helena herausgeputzt aus dem Zelt gekommen ist, anstatt den kahlgeschorenen Kopf gesenkt zu halten. Am Ende ihrer Rede bittet sie Menelaos, Helena auf jeden Fall zu töten. Menelaos will Helena steinigen lassen. Sie wirft sich ihm zu Füßen und bittet um Gnade. Hekabe fordert ihn auf, sich nicht von Helena betören zu lassen. Dieser meint dann, es sei nicht möglich und gebietet Helena auf das Schiff zu bringen. Er selbst werde mit einem anderen Schiff nach Argos heimkehren.

### 3. Stasimon (V. 1060–1117)
Der Chor phrygischer Frauen stellt fest, dass aus Troja nun für die Götter keine Opfer mehr kommen können, da die Altäre nun in der Hand der Griechen seien. Sie beklagen das Leid der getöteten Männer und den Sturz ihrer Stadt. Dann wird das Elend der Entführung beklagt, bevor sie Menelaos verfluchen.
Talthybios kommt mit der Leiche des Astyanax auf dem Schild des Hektor herbei.

### Exodos (V. 1123–1332)
Talthybios erzählt, wie Andromache Neoptolemos bat, dem Astyanax ein Begräbnis zu gewähren und den Schild ihres toten Gatten in Troja zu belassen. Neoptolemos stimmt beiden Bitten zu. Talthybios übergibt Hekabe den Schild mit dem Leichnam und sagt ihr, er habe den Leichnam schon gewaschen. Hekabe beklagt die Ermordung des kleinen Kindes, beschreibt den Leichnam und beklagt, dass nun die Alten die Jungen begraben statt umgekehrt.
Sie bedeckt den Leichnam mit einem Kleid, das er zu seiner Hochzeit hätte tragen sollen. Dann beklagt sie, dass die Götter nicht geholfen haben, obwohl man doch geopfert habe. Der Chor stimmt im Klagelied ein. Talthybios kommt wieder und befiehlt, Troja einzuäschern; die Frauen müssen sich zu den Schiffen der Griechen begeben. Hekabe und der Chor beweinen das Ende Trojas, dann versinkt die Burg in einem Flammenmeer, während die Frauen zu den Schiffen gehen.

## Antike Bearbeitungen
Im 1. Jahrhundert verfasste Seneca eine Tragödie mit dem Namen Troades.

## Moderne Bearbeitungen
- 1965 hat Jean-Paul Sartre ein neu bearbeitetes Theaterstück dieses Namens herausgebracht[13]
- 1971 wurde der Stoff unter dem Titel Die Troerinnen (The Trojan Women) verfilmt.  Regie führte Michael Cacoyannis, die Darsteller  waren u. a. Katharine Hepburn, Vanessa Redgrave, Irene Papas und Geneviève Bujold.
- Für seine Inszenierung der Troerinnen am Theater Krefeld im Dezember 2009 hat Bruno Klimek eine neue Übertragung des Textes erstellt.
- Walter Jens: Der Untergang. Nach den Troerinnen des Euripides. Kindler, München 1982[14]
- Franz Werfel: Die Troerinnen des Euripides. „In deutscher Bearbeitung.“ Kurt Wolff, Leipzig 1915
- Mattias Braun: Die Troerinnen. S.Fischer Verlag, Frankfurt am Main 1959